# Joseph Roloffs
Joseph Roloffs (* 19. März 1833 in Düsseldorf; † 9. Juli 1899 ebenda) war ein deutscher Holzstecher der Düsseldorfer Schule.

## Leben

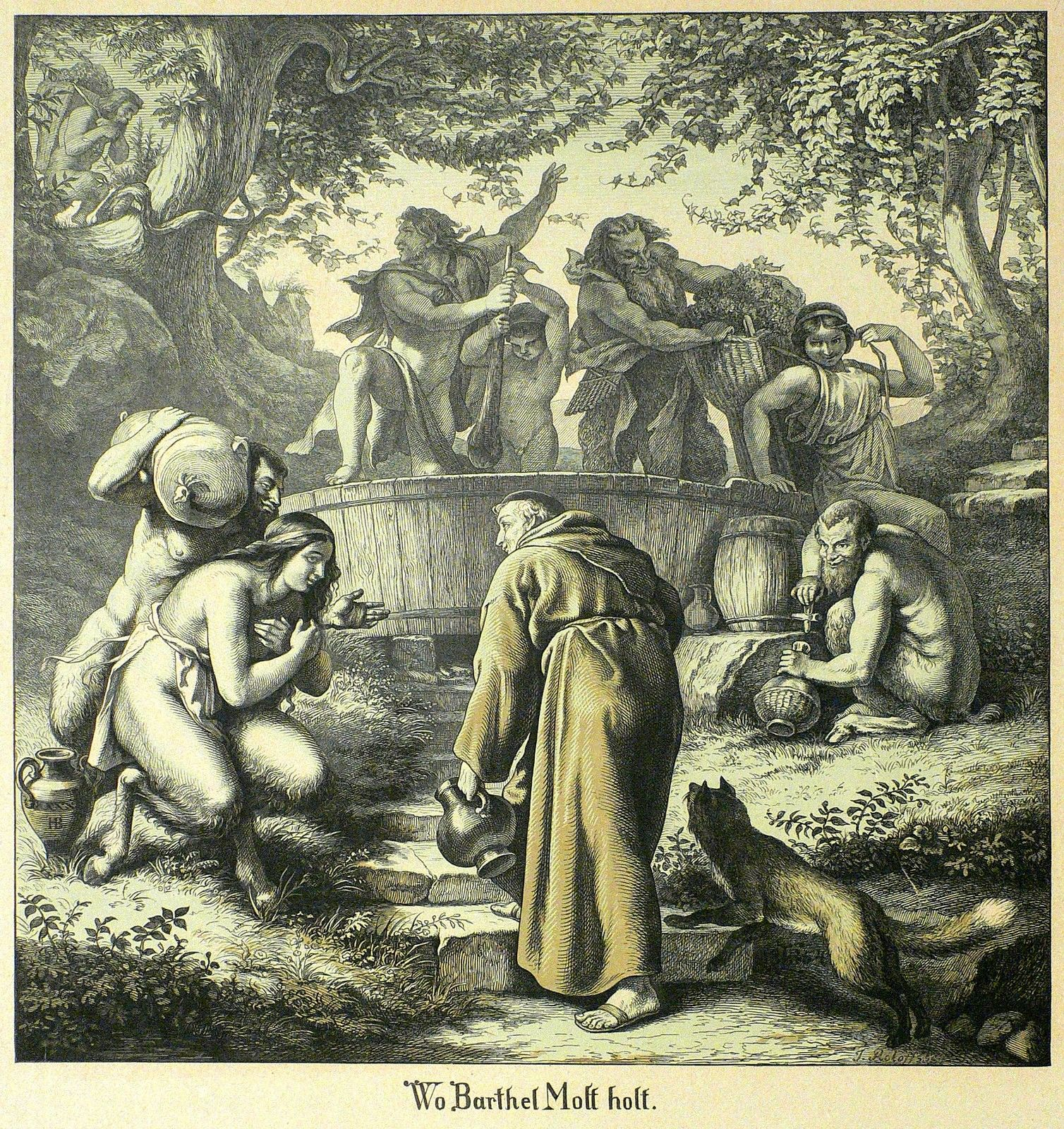
Wo Barthel Most holt, 1855, Holzstich nach einem Gemälde von Eduard Bendemann

Roloffs besuchte 1844 und 1848 die Elementarklasse der Kunstakademie Düsseldorf. In Dresden wurde er zunächst Schüler und dann Mitarbeiter des Holzschneiders Hugo Bürkner. Nach seiner Ausbildung arbeitete Roloffs für die Firma Gaber & Richter in Dresden. Später wirkte er in Düsseldorf.